# Ahvenjärvi (Gällivare socken, Lappland, 743639-175529)
Ahvenjärvi är en sjö i Gällivare kommun i Lappland och ingår i Kalixälvens huvudavrinningsområde. Sjön har en area på 0,178 kvadratkilometer och ligger 203 meter över havet.

## Delavrinningsområde
Ahvenjärvi ingår i det delavrinningsområde (743324-175947) som SMHI kallar för Utloppet av Rautajärvi. Medelhöjden är 213 meter över havet och ytan är 28,46 kvadratkilometer. Det finns inga avrinningsområden uppströms utan avrinningsområdet är högsta punkten. Nitsån som avvattnar avrinningsområdet har biflödesordning 4, vilket innebär att vattnet flödar genom totalt 4 vattendrag innan det når havet efter 158 kilometer. Avrinningsområdet består mestadels av skog (54 procent) och sankmarker (41 procent). Avrinningsområdet har 1,03 kvadratkilometer vattenytor vilket ger det en sjöprocent på 2,2 procent.